# Dermot O'Leary
Dermot O'Leary (né Seán Dermot Fintan O'Leary, Jr., le 24 mai 1973 à Colchester) est un animateur de télévision et de radio irlandais connu pour avoir présenté l'émission Big Brother's Little Brother sur la chaine britannique Channel 4 puis l'émission The X Factor sur ITV. Il a également sa propre émission de radio sur BBC Radio 2.

## Émissions

### Télévision
- The Big Breakfast
- T4 (1999–2001)
- The Dogs' Balearics (2000)
- Re:covered
- Big Brother's Little Brother (2001–2008)
- Big Brother Africa (2003)
- Big brother around the world (2008)
- Teen Big Brother UK (2003)
- SAS: Are You Tough Enough? (2002)
- Dermot's Sporting Buddies (2002)
- Some Of My Best Friends Are... Catholic (2003)
- SAS Jungle: Are You Tough Enough? (2003)
- Shattered[5] (2004)
- Big Brother's Little Breakfast (2006)
- Morning Glory (2006)
- Big Brother's Big Brain (2006–2007)
- 1 vs. 100 (2006–2007)
- The X Factor (2007–2014)
- Big Brother: Celebrity Hijack (2008)
- Never Mind the Buzzcocks (2008 - Guest Team Captain, 2009 - Guest Host)
- The Paul O'Grady Show (2009) (Guest Presenter)
- The National Television Awards 2009 (2010) (Host)
- First Time Voters' Question Time, BBC Three, (2010)
- Dermot Meets...(David Cameron, Gordon Brown, Danny Mulhern and Nick Clegg), BBC Three (2010)
- Soccer Aid (2010) (Host)
- Big Brother's Last Supper (2010) (Host)
- The National Television Awards 2010-aujourd'hui (Host)
- Red Nose Day (2011) (Co-host)
- Live from the Royal Wedding (2011) (Host)
- The Marriage Ref (2011) (Host)
- Brit awards (2017) (Host)

### Radio
- XFM Weekday Mid-Mornings - (2001–2002)
- XFM The Weekender Saturday Evenings - (2002–2003)
- BBC Radio 2 Dermot's Saturday Club Saturdays 2-4pm (2004–2005)
- BBC Radio 2 The Dermot O'Leary Show Saturdays 5-7pm (2005–2006), Saturdays 4.30-6.30pm (2006–2007), Saturdays 2-4pm, Nov-Dec 2007), Saturdays 2-5pm (2008–2009), Saturdays 3-6pm (2009-)